# Леммер, Эрнст
Эрнст Ле́ммер (нем. Ernst Lemmer; 28 апреля 1898, Ремшайд — 18 августа 1970, Западный Берлин) — немецкий политик, член Немецкой демократической партии, позднее Христианско-демократического союза. В 1956—1957 годах Эрнст Леммер занимал пост федерального министра почты и связи, в 1957—1962 годах — федерального министра по общегерманским вопросам, в 1964—1965 годах — федерального министра по делам перемещённых лиц, беженцев и жертв войны.

## Биография
Леммер происходил из лютеранской семьи, учился в реальной гимназии в Ремшайде, где получил в 1914 году аттестат зрелости. В 1914 году 16-летний Леммер записался добровольцем в армию. Участник Первой мировой войны, получил высокие награды и вышел в отставку в звании лейтенанта. После войны изучал теологию, историю и политэкономию в Марбургском и Франкфуртском университетах. С 1919 года Эрнст Леммер активно участвовал в работе молодёжной организации Немецкой демократической партии и являлся одним из основателей Рейхсбаннера. С начала 1920-х годов Леммер входил в правление партии. С 1922 года и до роспуска профсоюзов в 1933 году Леммер занимал должность генерального секретаря профсоюзного объединения рабочих, служащих и чиновников Германии. До 1945 года Леммер работал корреспондентом нескольких иностранных газет в Берлине.
В качестве корреспондента газеты Neue Zürcher Zeitung Леммер часто бывал на совещаниях в Швейцарии. В Берлине он поддерживал регулярные контакты с швейцарским военным атташе Буркхардтом. В одном из докладов ЦРУ Леммер указан в качестве главного информатора Жоржа Блэна и тем самым участником разведывательной сети «Красной тройки». Леммер передавал сведения о Холокосте за пределы Германии.
После Второй мировой войны Леммер был назначен третьим председателем Объединения свободных немецких профсоюзов, но был снят с должности вместе с Якобом Кайзером уже в 1947 году за неприятие идеи Немецкого народного конгресса.
По совету Ульриха Биля Леммер в 1949 году покинул советскую зону оккупации и поселился в Западном Берлине, где был назначен главным редактором ежедневной газеты Der Kurier. Эрнст Леммер активно участвовал в учреждении Германо-израильского общества и в 1966 году вошёл в состав его первого попечительского совета. В 1950—1956 годах Леммер занимал пост заместителя ХДС в Берлине, до 1961 года являлся председателем ХДС в Берлине. В 1967—1970 годах Леммер занимал должность лютеранского председателя Берлинского общества христианско-еврейского сотрудничества.
После выборов в рейхстаг 1924 года и до ноября 1932 года и в марте-июле 1933 года Леммер являлся депутатом рейхстага. 23 марта 1933 года вместе с четырьмя другими депутатами рейхстага от Немецкой государственной партии проголосовал за так называемый закон «О чрезвычайных полномочиях». В 1946—1949 годах Леммер являлся депутатом ландтага Бранденбурга в советской зоне оккупации, в 1950—1969 годах — депутатом парламента Западного Берлина, где до 1956 года являлся председателем фракции ХДС. Входил в состав бундестага с 1 февраля 1952 года.
С 15 ноября 1956 года до 29 октября 1957 года Эрнст Леммер занимал в правительстве Конрада Аденауэра должность министра почты и связи, затем до 11 декабря 1962 года — министра по общегерманским вопросам. С 19 февраля 1964 года по 26 октября 1965 года Леммер занимал пост министра по делам перемещённых и беженцев в правительстве Людвига Эрхарда. В 1966—1969 годах Леммер являлся специальным уполномоченным по Берлину федерального канцлера Курта Георга Кизингера.
Эрнст Леммер был похоронен на Целендорфском лесном кладбище. Его имя носят улицы Берлина, Дюссельдорфа и Марбурга. Племянник Леммера Герд Людвиг в 1961—1963 годах являлся обер-бургомистром Ремшайда и в 1962—1966 годах министром по федеральным вопросам в правительстве Северного Рейна — Вестфалии. Дочь Эрнста Леммера Ингеборг, врач по профессии, в 1948 году вышла замуж за тележурналиста Герхарда Лёвенталя.

## Публикации
- Berlin am Kreuzweg Europas, am Kreuzweg der Welt. Verlag Haupt & Puttkammer, Berlin 1957.
- Der ungewollte Staat. Warum die Weimarer Republik scheiterte. In: Die politische Meinung, 12/1967, S. 46-53.
- Manches war doch anders. Erinnerungen eines deutschen Demokraten. Heinrich Scheffler Verlag, Frankfurt am Main 1968
- Skat-Taktik. Erfahrungen und Gedanken eines passionierten Skatspielers. Ass-Verlag, Leinfelden bei Stuttgart 1969.